# Inspector Banks
Inspector Banks (Originaltitel: DCI Banks) ist eine britische Krimiserie nach den Inspector-Banks-Romanen von Peter Robinson. Im Zentrum stehen die Kriminalpolizisten Detective Chief Inspector (DCI) Alan Banks (Stephen Tompkinson) und Detective Sergeant (DS) Annie Cabbot (Andrea Lowe), die in der fiktiven Stadt Eastvale in North Yorkshire ermitteln. Es wurden insgesamt zwei Pilotfolgen sowie 30 rund 45-minütige Folgen in fünf Staffeln gedreht, die Erstausstrahlung der fünften Staffel in der Originalfassung fand vom 31. August bis zum 5. Oktober 2016 bei ITV statt. Im November 2016 wurde bekannt gegeben, dass die Serie nach der fünften Staffel beendet werde. Produziert wurde die Fernsehserie von Left Bank Pictures.

## Entstehung
Anfang 2010 wurde bekannt, dass Left Bank Pictures im Auftrag des Sendernetzwerks ITV eine TV-Adaption des Inspector-Banks-Romans Aftermath von Peter Robinson mit Stephen Tompkinson in der Hauptrolle als DCI Alan Banks drehen wird. Der Erfolg dieser Verfilmung führte zur Produktion der ersten vollständigen Staffel, die aus insgesamt sechs Folgen besteht. 2012 folgte die zweite vollständige Staffel. Mitte 2013 wurde bekannt, dass Left Banks Pictures den Auftrag für eine dritte vollständige Staffel erhalten hatte, die im Februar und März 2014 auf ITV ausgestrahlt wurde. Die vierte Staffel wurde im März und April 2015, die fünfte von August bis Oktober 2016 ebenfalls auf ITV gesendet.

## Charaktere

### Hauptfiguren
- DCI Alan Banks ist geschieden und hat einen Sohn und eine Tochter. Er leitet eine Abteilung der Kriminalpolizei, die Schwerverbrechen aufklärt. Er gilt als erfahrener Ermittler, der nur selten private Gefühle zeigt.

- DS Annie Cabbot stößt in der Pilotfolge neu zum Team von DCI Banks. Als Ermittlerin der Dienstaufsicht soll sie klären, ob eine Streifenpolizistin bei der Festnahme eines Serienmörders unnötig Gewalt angewendet hat. Ab der ersten Staffel gehört sie fest zur Einheit von DCI Banks. In der Folge Wenn die Dämmerung naht erhält sie ihren ersten eigenen Fall. Aufgrund der Schwangerschaft der Darstellerin Andrea Lowe verlässt DS Annie Cabbot am Anfang der zweiten Staffel das Team, für sie kommt DI Helen Morton. In der dritten Staffel kehrt sie zum Team von Banks zurück. Banks ist unglücklich in Annie verliebt. Sie wird am Ende bei einem Einsatz getötet.

- Detective Inspector (DI) Helen Morton stößt zu Beginn der zweiten Staffel als Ersatz für Annie Cabbot zum Ermittlerteam. Morton ist verheiratet und Mutter von vier Kindern. Im Gegensatz zu Banks ist sie firm im Umgang mit Neuen Medien und eine leidenschaftliche Poker-Spielerin.

### Nebenfiguren
- DS Ken Blackstone gilt als erfahrener Sergeant, der zuvor bereits in anderen Polizeiabteilungen gearbeitet hat. Er war Ausbilder von Jackman, als diese noch Constable war.

- DS Winsome Jackman ist eine junge Ermittlerin. Sie kam etwa ein Jahr vor DS Blackstone in das Ermittlerteam und wird von DCI Banks gefördert. Ihr Spitzname ist Win oder Winnie.

- Detective Constable (DC) Kevin Templeton war nur wenige Monate in der Einheit von DCI Banks. In der Folge Wenn die Dämmerung naht wird er Opfer einer Serienmörderin, als er auf eigene Faust zu ermitteln versucht.

- CS Gerry Rydell war als Chief Superintendent der Vorgesetzte von DCI Banks, er war verheiratet und hatte eine Tochter namens Emily. In der Folge Kalt wie das Grab bittet er DCI Banks darum, seine weggelaufene Tochter zu finden und nach Hause zu holen. Es stellt sich heraus, dass Rydell seit Monaten Dienstgeheimnisse verraten hat, und am Ende der Folge begeht er Selbstmord.

- CS Ron McLaughlin hat seinen ersten Auftritt in der Folge Kalt wie das Grab als Vertreter von CS Gerry Rydell. In der ersten Folge der zweiten Staffel wird er vom Commissioner zu Rydells Nachfolger ernannt.

## Besetzung und Synchronisation
| Rollenname         | Schauspieler       | Hauptrolle           | Synchronsprecher   |
| ------------------ | ------------------ | -------------------- | ------------------ |
| DCI Alan Banks     | Stephen Tompkinson | 1.01–5.06            | Jan Spitzer        |
| DS Annie Cabbot    | Andrea Lowe        | 1.01–2.01, 3.01–5.06 | Elisabeth von Koch |
| DS Ken Blackstone  | Jack Deam          | 1.01–5.06            | Robert Missler     |
| CS Ron McLaughlin  | Nick Sidi          | 1.08–2.06, 3.05–5.06 | Frank Röth         |
| DI Helen Morton    | Caroline Catz      | 2.01–5.06            | Susanne von Medvey |
| DC Tariq Lang      | Danny Rahim        | 3.03–5.06            |                    |
| DC Kevin Templeton | Tom Shaw           | 1.03–1.06            | Leonhard Mahlich   |
| CS Gerry Rydell    | Colin Tierney      | 1.01–1.08            | Oliver Siebeck     |
| DS Winsome Jackman | Lorraine Burroughs | 1.01–2.06            | Sanam Afrashteh    |

## Ausstrahlung und Einschaltquoten
Die Ausstrahlung der ersten Pilotfolge im September 2010 bei ITV 1 sahen in Großbritannien rund 5,7 Millionen Zuschauer, was einer Quote von 23,5 % entsprach. Den Auftakt der ersten vollständigen Staffel im September 2011 sahen 4,8 Millionen Zuschauer, was einer Quote von 18,4 % entspricht. Die zweite Staffel wurde ab Oktober 2012 in Großbritannien gezeigt. Deren erste Folge sahen 4,1 Millionen Zuschauer, was einer Quote von 17,9 % entspricht.
Die Erstausstrahlung im deutschsprachigen Fernsehen erfolgte ab Mai 2013. Zunächst wurde die Fernsehserie auf ZDFneo beginnend mit dem 20. Mai 2013 jeweils montags in Doppelfolge als Vorpremiere gesendet und in derselben Woche am Sonntag als eigentliche TV-Premiere im ZDF. Während die Ausstrahlung der ersten Doppelfolge am 26. Mai 2013 im ZDF mit einer Einschaltquote von 13,4 % startete, erzielte die zweite Doppelfolge am 2. Juni 2013 eine Einschaltquote von 15,6 %, die dritte Doppelfolge sahen 3,13 Millionen Zuschauer, was einer Quote von 14,3 % entsprach.
In den USA wurde die Fernsehserie ab Januar 2013 über das Sendernetzwerk PBS ausgestrahlt. Der Sender ZDFneo begann im Dezember 2015 mit der deutschsprachigen Erstausstrahlung der dritten Staffel.

## Rezeption
Deutschsprachige Kritiker bescheinigen der Fernsehserie ein „ordentliches Niveau“ und „sauberes Handwerk“. In einer Kritik zur ersten Folge der zweiten Staffel äußerte sich Gerard O’Donovan vom The Daily Telegraph eher kritisch, denn es sei nicht gelungen, den Charme der Romanserie von Robinson ins Fernsehen zu bringen. In eine ähnliche Kerbe schlug Frederic Servatius vom deutschen Medienmagazin Quotenmeter, der in einer Folge von Staffel drei „phasenweise wenig durchdachte Dialoge“ sowie die „Story eines Regelkrimis“ sah. Der Kritiker vom The Independent hingegen bezeichnete die Fernsehserie als perfekt für die Sendezeit zwischen 21:00 und 22:00 Uhr.
Am 24. Juni 2013 erhielt die Fernsehserie den Yorkshire Television Society Award in der Kategorie Best Drama.